# Ko Panyi

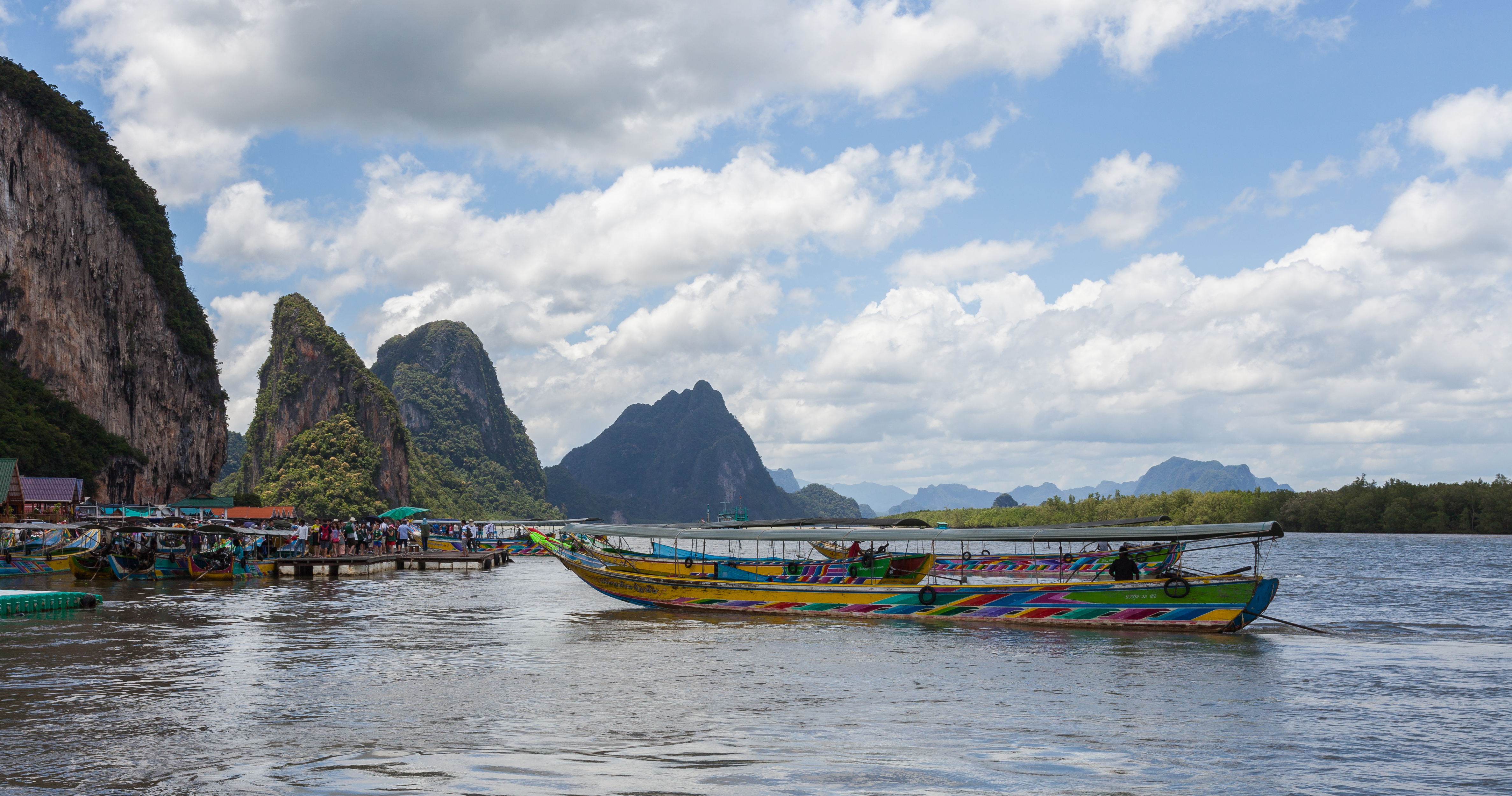
Vista de l'illa

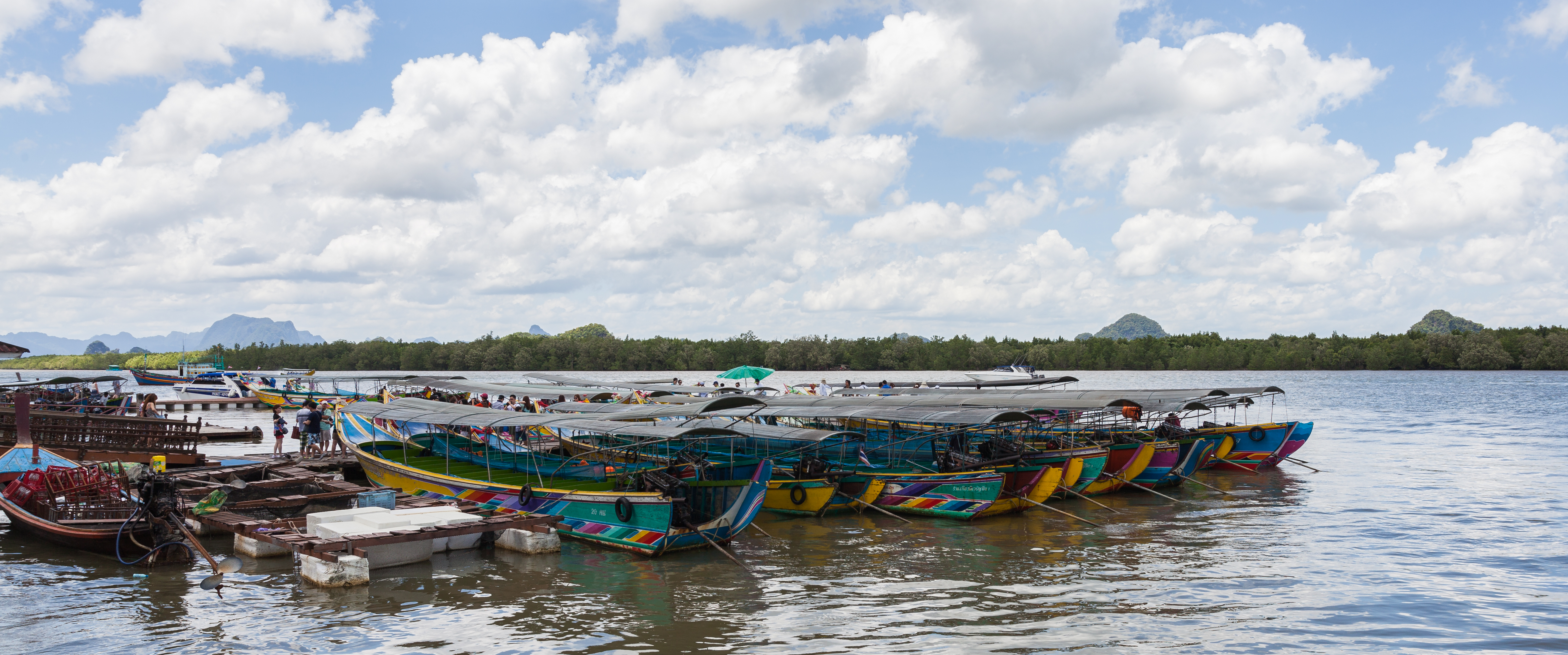
Moll

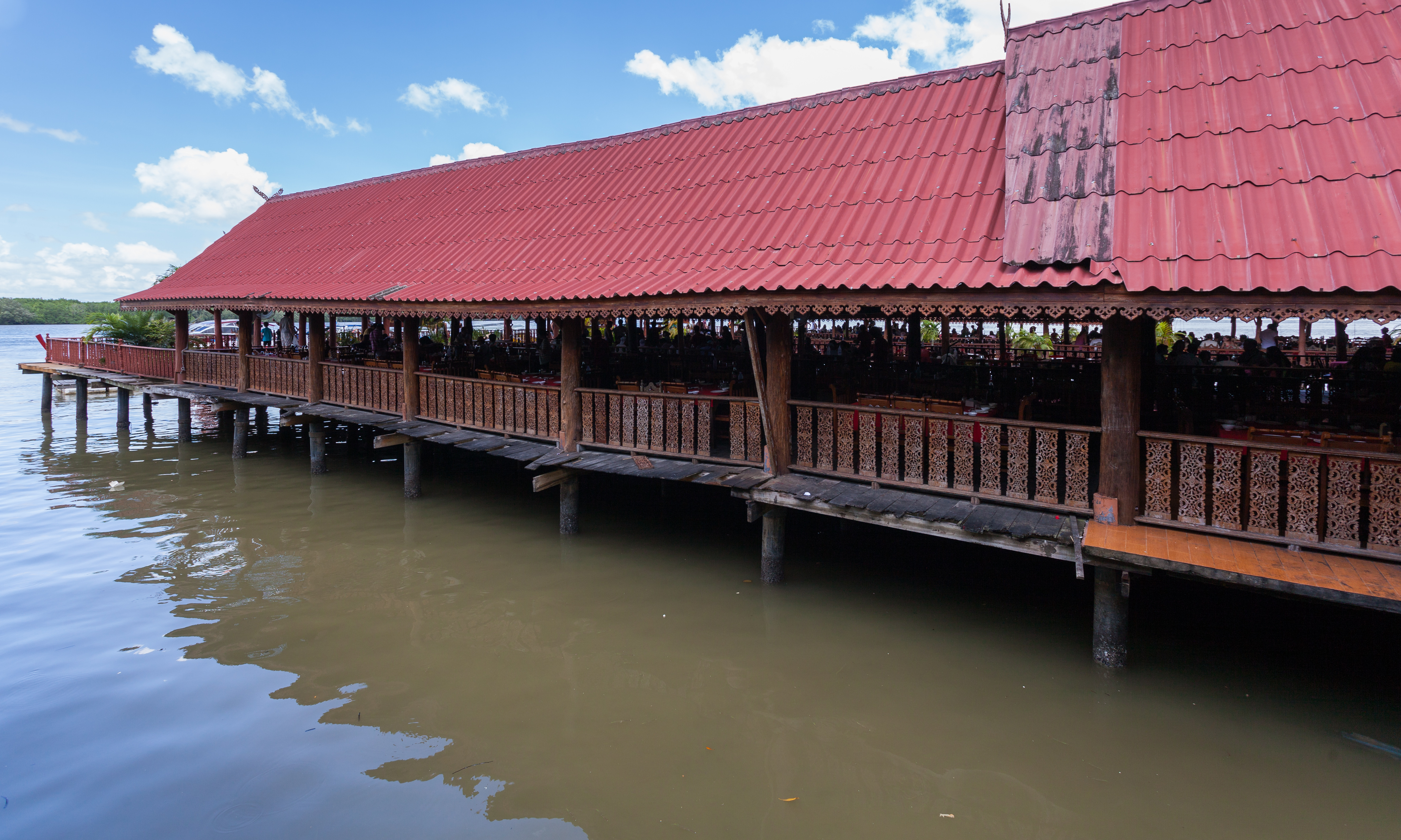
Restaurant sobre l'aigua

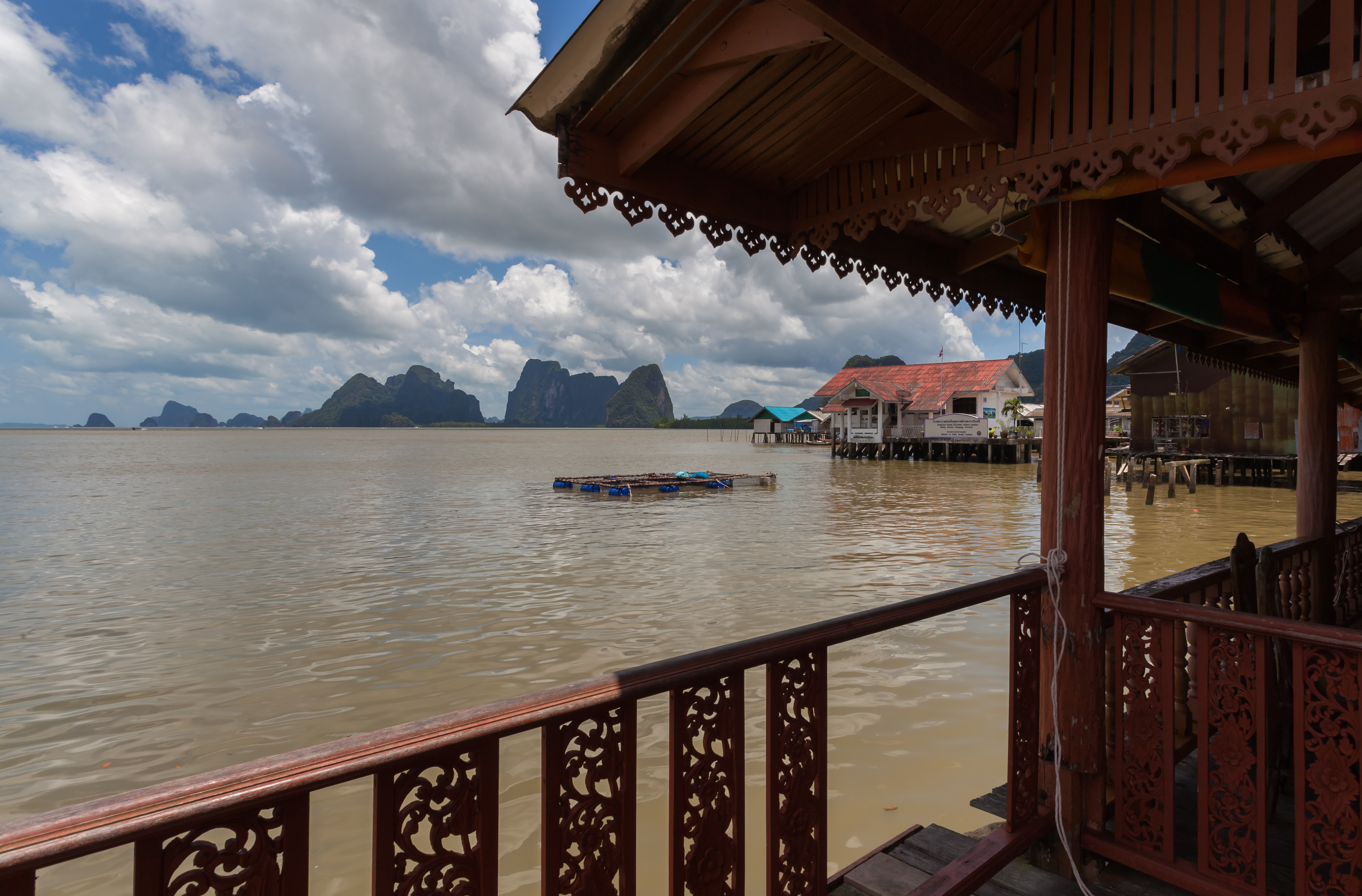
Vista des de l'illa

Ko Panyi ( tailandès เกาะปันหยี, Jawi : فل فنج), també conegut com Koh Panyee, és un poble de pescadors a la província de Phang Nga, Tailàndia, És famós per estar construït sobre pilots per pescadors javanesos. La població està formada per unes 360 famílies o 1.600 persones, descendents de dues famílies de mariners musulmans de la Illa de Java, Indonèsia.

## Història
Ko Panyi, és conegut com Pulo Panji en javanès. L'assentament de Ko Panyi va ser fundat a finals del segle xviii per pescadors nòmades javanesos. En aquesta època, la llei limitava la propietat de la terra únicament a les persones d'origen nacional tailandès i, a causa d'aquesta restricció, l'assentament es va construir, majoritàriament, sobre pilots dins de la protecció de la badia de l'illa, cosa que proporcionava un fàcil accés als pescadors. Amb l'augment de la riquesa de la comunitat, a causa de la creixent indústria turística dins Tailàndia, els pobladors van poder comprar terrenys a l'illa i van construir les primeres estructures importants sobre terra, una mesquita i un pou d'aigua dolça.

## La vida al poble
El poble té una escola musulmana a la qual assisteixen tant nenes com nens al matí. A causa de la naturalesa informal d'aquesta educació, molts dels nens i nenes assisteixen a escoles més llunyanes, a Phang Nga o Phuket. es fomenta l'emigració del llogaret pel fet que la mida de l'assentament està restringit per les perilloses condicions de l'aigua durant la temporada de pluges.
El poble compta amb una mesquita a l'illa adjacent a l'assentament que atén la població predominantment musulmana i funciona com a punt focal i lloc de trobada per a la comunitat. Un mercat abastit amb productes de terra ferma ven articles bàsics com a medicines, roba i articles de tocador.
Tot i l'augment del turisme, la vida a Ko Panyi segueix basant-se principalment en la indústria pesquera, ja que els turistes només la visiten en quantitats significatives durant l'estació seca.
El poble té un camp de futbol flotant. Inspirant-se en la Copa Mundial de la FIFA de 1986, els nens van construir la pista amb trossos vells de fusta i basses de pesca i van formar un equip de futbol per competir al Campionat Escolar del Sud de Tailàndia. Després d'arribar a les semifinals en un torneig de l'interior, aconseguint el tercer lloc malgrat les circumstàncies estranyes (a la segona meitat, van decidir jugar descalços ja que hi estaven acostumats), tot el poble es va inspirar per practicar aquest esport. Per això es va construir una pista nova, encara que la de fusta roman i és popular entre els turistes.
A partir de 2011, el Panyee FC és un dels clubs de futbol juvenil més reeixits del sud de Tailàndia, i els nens que van construir la pista el 1986 ara són adults. Tenen un rècord impressionant de sis Campionats de Futbol Juvenil del Sud de Tailàndia del 2004 al 2010
Una campanya publicitària del 2011 per a TMB Bank inclou que explica la història de l'equip. La pel·lícula es basa en entrevistes amb l'equip original i està nens locals que van reconstruir la pista al lloc.

## Turisme
A finals del segle xx, a la comunitat li va resultar difícil subsistir únicament amb la indústria pesquera, i el carter va proposar convidar turistes al poble per beneficiar els residents. Avui dia, aquesta és una de les principals atraccions dels recorreguts per la badia de Phang Nga des de Phuket i sovint, serveix com a parada per dinar. Amb la quantitat creixent de turistes, hi ha diversos restaurants de marisc a l'illa, i diverses parades de venda de records. A més, l'antic camp del famós equip de futbol del lloc és una gran atracció turística. El poble va ser un punt de parada durant la quarta etapa del reality show nord - americà The Amazing Race en la seva dinovena temporada.